# Amel (ort)
Amel (tyska) eller Amblève (franska) är en ort i Belgien.   Den ligger i provinsen Liège och regionen Vallonien, i den tyskspråkiga gemenskapen i Belgien i den östra delen av landet, 140 kilometer öster om huvudstaden Bryssel. Amblève ligger 467 meter över havet och antalet invånare är 5 221.
Terrängen runt Amblève är huvudsakligen platt, men västerut är den kuperad. Amblève ligger nere i en dal. Närmaste större samhälle är Malmedy, 12,9 kilometer nordväst om Amblève. 
I omgivningarna runt Amblève växer i huvudsak blandskog. Runt Amblève är det ganska glesbefolkat, med 38 invånare per kvadratkilometer.